# Ковальчин Олег Юрійович
Оле́г Ю́рійович Кова́льчин — старший солдат підрозділу учасник російсько-української війни, який загинув у ході російського вторгнення в Україну в 2022 році.

## Життєпис
05.03.2022, під час виконання бойового завдання отримав поранення, несумісні з життям.

## Нагороди
- орден «За мужність» III ступеня (2022, посмертно) — за особисту мужність і самовіддані дії, виявлені у захисті державного суверенітету та територіальної цілісності України, вірність військовій присязі.